# Euthynnus lineatus
Euthynnus lineatus (Kishinouye, 1920), comunemente noto come tonnetto indopacifico, è un pesce osseo marino della famiglia Scombridae.

## Descrizione
Questa specie ha un aspetto simile a quello del tonnetto alletterato, fusiforme e robusto. Le scaglie sono presenti solo nella zona toracica (corsaletto) e lungo la linea laterale. Le pinne dorsali sono due, separate da un piccolo spazio. La prima è composta di raggi spinosi, con un lobo alto e appuntito nella parte anteriore e bassa nella posteriore, ha un caratteristico bordo superiore concavo. La seconda dorsale è piccola e composta di raggi molli. La pinna anale è identica alla seconda dorsale, inserita in posizione leggermente posteriore. Le pinne pettorali sono piccole.  Sul peduncolo caudale sono presenti delle pinnule sia sul bordo dorsale che su quello ventrale. La vescica natatoria è assente.
Il colore generale del corpo è argenteo con riflessi iridescenti. Nella metà posteriore del dorso vi sono da tre a cinque strisce nere orizzontali (nella maggioranza degli altri tonni sono disposte verticalmente). Sotto le pinne pettorali sono presenti di solito delle macchie scure o grigiastre. Questo carattere è altamente variabile, in alcuni esemplari queste macchie possono mancare del tutto, in altri possono costituire una fascia continua che percorre tutto il ventre.
La taglia massima nota è di 84 cm, mediamente misura circa 60 cm. Il peso massimo noto è di 9 kg.

## Distribuzione e habitat
E. lineatus è endemico dell'Oceano Pacifico orientale. Si incontra dalle coste californiane a nord a quelle del Perù settentrionale nonché nel mare delle Galápagos. Due esemplari sono stati catturati presso le Hawaii.
È un pesce pelagico di superficie sia costiero che d'alto mare ma che non si allontana eccessivamente dalla costa. Vive prevalentemente in acque a temperatura di almeno 23 °C. I giovanili si trovano in acque a temperatura superiore a 26 °C, mai oltre 240 miglia dal continente.

## Biologia
Gregario forma banchi anche misti con altre specie come tonni pinna gialla e tonnetti striati.

### Alimentazione
È un predatore non specializzato.

### Riproduzione
Si riproduce in tutto l'areale per gran parte dell'anno.

### Predatori
Viene predato da pesci vela, squali, marlin blu, marlin striati e tonni pinna gialla

## Pesca
La specie ha scarsa importanza per la pesca commerciale mentre viene di frequente catturata dai pescatori sportivi. Non esiste una pesca specifica a E. lineatus ma viene catturata esclusivamente come bycatch. Si cattura prevalentemente con reti da circuizione e lenze.

## Conservazione
Questa specie viene classificata dalla IUCN come a rischio minimo di estinzione dato che sembra essere comune in tutto l'areale e che non è soggetta ad una forte pressione di pesca.